# Essex Buccaneers
Gli Essex Buccaneers sono stati una squadra di football americano di Woodford, in Gran Bretagna. Fondati nel 1988, hanno disputato una finale NCMMA. Hanno chiuso nel 1990.